# Capparis sandwichiana
Espèce
Classification APG III (2009)
Statut de conservation UICN

VU : Vulnérable
```
[
1
]
```

Capparis sandwichiana est une espèce de plante à fleurs de la famille des Capparaceae, endémique des îles Hawaï. Les noms communs incluent maiapilo, pua pilo, et câpres hawaïennes.

## Description
Maiapilo se caractérise par des fleurs blanches parfumées à floraison nocturne. Ces fleurs s’ouvrent après le coucher du soleil et se fanent peu après le jour. Elles sont composées de quatre pétales et de longues étamines. Les feuilles vert clair poussent sur des tiges de 5 m de long.

## Habitat
Capparis sandwichiana peut être trouvé sur les îles principales d’Hawaï, l’atoll de Midway, l’atoll de Pearl et Hermès et Laysan. Cette espèce est présente dans les zones arbustives côtières basses des iles tropicales hawaïennes et les rivages rocheux à des altitudes de moins de 100 m au-dessus du niveau de la mer.
Maiapilo est maintenant très rare et pousse sur divers substrats côtiers, y compris la roche de lave et le corail.
Maiapilo est déclaré vulnérable par l'IUCN et l’espèce est menacée par le pâturage, la concurrence avec les espèces envahissantes et pour la destruction de l’habitat.

## Utilisation
Maiapilo était utilisé comme médicament pour les os cassés par les anciens Hawaïens.